# Simeon Franjo Berneux
Sveti Simeon Franjo Berneux, francuski katolički misionar u Aziji, biskup i mučenik, žrtva protukatoličkih progona korejske dinastije Joseon. Kanonizirao ga je s ostalih 103 Korejskih mučenika papa Ivan Pavao II. u Seoulu 1984. godine. Njegova smrt uzrokovala je francusku kaznenu ekspediciju na Koreju 1866. godine.
Rođen je 1814. u mjestašcu Chateau-de-Loir te sa sedamnaest godina pristupa sjemeništu Pariške misionarske škole. Obrazovao se i na sjemeništu u Le Mansu. Po zaređenju 1837. postavljen je za profesora bogoslovlja pri Školi. Iz luke Le Havre otisnuo se 1840. ka Makau, ali je zaustavljen u Tonkinškom zaljevu i pritvoren u Huếu, gdje mu je određena smrtna kazna. Ipak, biva pušten te otplovljava na Réunion, francusku koloniju, iz koje biva poslan u misije u Mandžuriju.
Deset godina po dolasku u Mandžuriju imenovan je apostolskim vikarom Koreje, i tu dužnost obnaša zajedno sa sunarodnjakom ocem Daveluyem. Povrtakom s plovidbe iz Šangaja, pristaje u Seoulu, u kojem obitava u kući oca Daveluya, služeći i djelujući u tajnosti. U ožujku 1866. uhićen je, mučen i naposljetku pogubljen Saenamteu, tada izvan, a danas dijelu Seoula.
Relikvije su mu 2001. donesene u Berlin, gdje se čuvaju na Institutu svetog Filipa Nerija.